# Colobothea musiva
Colobothea musiva es una especie de escarabajo longicornio del género Colobothea, categorizada en la tribu Colobotheini, de la subfamilia Lamiinae. Fue descrita por Germar en 1823.

## Descripción
Mide 11-15 mm de longitud.

## Distribución
Se distribuye por Argentina, Brasil y Paraguay.